# Maine Windjammers
I Maine Windjammers sono stati una franchigia di pallacanestro della CBA, con sede ad Bangor, nel Maine, attivi tra il 1983 e il 1986.
Nacquero come Puerto Rico Coquis a San Juan a Porto Rico. Si trasferirono nel Maine dopo due stagioni. Scomparvero dopo la stagione 1985-86.

## Stagioni
| Stagione | Lega | Denominazione      | V  | P  | %    | Piazzamento | Play-off           |
| -------- | ---- | ------------------ | -- | -- | ---- | ----------- | ------------------ |
| 1983-84  | CBA  | Puerto Rico Coquis | 28 | 16 | 63,6 | 1º          | Finale di division |
| 1984-85  | CBA  | Puerto Rico Coquis | 27 | 21 | 56,2 | 5º          | -                  |
| 1985-86  | CBA  | Maine Windjammers  | 18 | 30 | 37,5 | 6º          | -                  |